# Неменчин
Неменчин, Неменчине (лит. Nemenčinė, біл. тарашк. Немянчын, пол. Niemenczyn, рос. Неме́нчин) — місто в Вільнюському районі Литви, адміністративний центр Неменчинського староства і Неменчінского міського староства.

## Географія
Розташований в 23 км на північний схід від м. Вільнюса на шосе «Вільнюс — Швенчіоніс» і в 6 км від залізничної станції Бездоніс на лінії «Вільнюс — Даугавпілс», на правому березі річки Вілії, при гирлі річки Неменчі (лит. Nemenčia, пол. Niemencza).

## Населення
У 1986 р. налічувалося 5,7 тис. мешканців. Нині є 5885 жителів (2005 р.).
Національний склад (2001):
- Поляки — 56,3 %
- Литовці — 24,2 %
- Росіяни — 12,1 %
- Білоруси — 7,2 %
- інші — 0,2 %

## Інфраструктура
Пошта, автобусна станція, дві гімназії, дитяча музична школа, костел, лікарня. Виробництво молочної продукції, меблів, шкіргалантереї.

## Назва
У джерелах зустрічаються два варіанти назви (Неменчина й Неменчин): Nyemenczyna (1486), Nemyenczyna (1501), Неменчинь (1567), Неменчинъ (1672). Походить від назви річки Неменча (лит. Nemenčia, пол. Niemencza), припливу Вілії.

## Історія

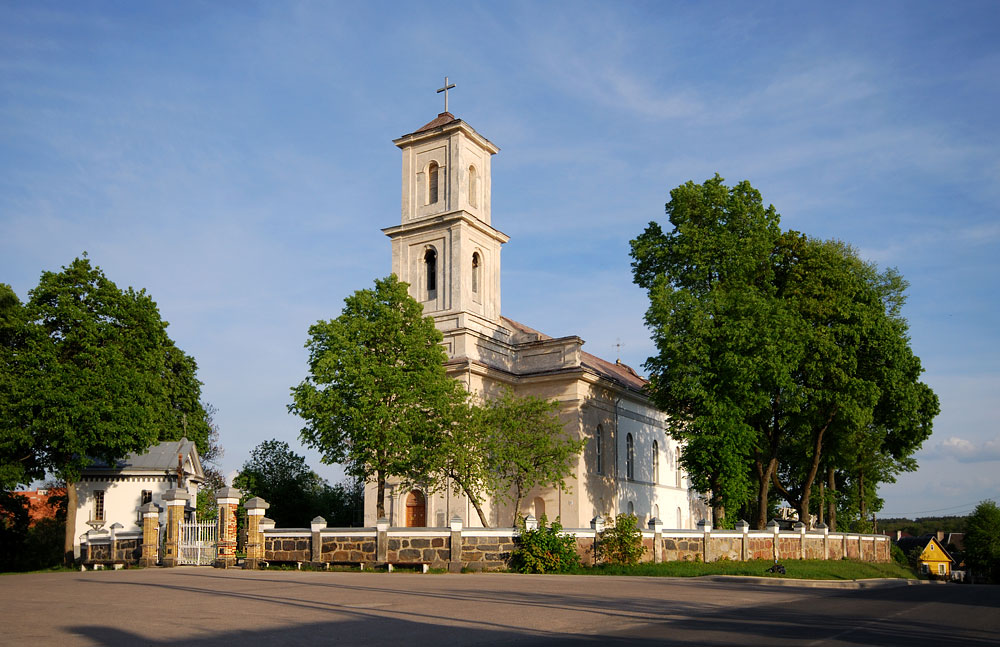
Костел Святого Архангела Михаїла

Згадується з 1338 року. У 1387 р. збудовано костел — один з перших у Литві, де у 1774—1790 роках його настоятелем був відомий польський поет й історик Адам Станіслав Нарушевич. Пізніше настоятелем був відомий вчений натураліст і педагог, професор Віленського університету Станіслав Боніфацій Юндзіл (в 1807—1824 рр.); потім у 1824—1840 рр. Бобровський Ф., що випустив в 1882 р. у Вільні польсько-латинський словник.
У 1842 р. костел згорів. Нинішня кам'яна будівля костелу Святого Архангела Михайла споруджено в 1848—1855 роках. У XIX столітті богослужіння відбувалися тільки польською мовою. Литовська мова почала використовуватися в проповідях і службах лише в 1939 році, коли Віленський край був переданий Радянським Союзом Литві. У 1950 р. костел ремонтувався.
У 1780—1803 рр. містечко було власністю віленського єпископа, з 1803 р. — Віленського університету. У період між Першою і Другою світовою війнами містечко було на території спочатку Серединної Литви (1920—1922), а потім — Польщі.
До Другої світової війни 35 % населення становили євреї (в 1897 році — 72 %). У місті досі збереглися синагоги того часу. 20 вересня 1941 р. в лісі поблизу містечка було розстріляно близько 400 євреїв — жителів Неменчина. Після війни на місці розстрілу було встановлено меморіальну дошку.
З 1955 р. — місто Литовської РСР. У 1974 р. у Неменчині споруджений новий міст через річку Вілію (Неріс, лит. Neris).

## Герб
Декретом президента Литовської Республіки 26 липня 2004 р. було затверджено герб Неменчина. Герб являє собою червоне поле, на якому зображений покровитель міста — срібний Архангел Михаїл з золотим волоссям, з піднятим у правиці срібним мечем із золотим ефесом і синім щитом з подвійним золотим хрестом у лівій руці; ногами Архангел зневажає чорного дракона. Автор еталона герба — художник Роландас Рімкунас.